# الطرانة
الطرانة إحدى قرى مركز السادات التابع لمحافظة المنوفية في جمهورية مصر العربية.

## التاريخ
قرية الطرّانة من القرى القديمة إذ عرفت باسم كوم أبو بللو وكانت من المدن المشهورة في القرن الثالث قبل الميلاد بسبب موقعها الاستراتيجي عند ملتقى طرق القوافل التجارية، التي كانت تنقل البضائع من موانئ البحر الأبيض المتوسط إلى غرب الدلتا والعكس، ولا سيما تجارة الملح من وادي النطرون. ذكرها جوتييه في قاموسه فقال إن اسمها المصري «Per Rannout»، وفي العهد الروماني كان اسمها «Terenouthis»، كما ذكر أميلينو أن اسمها القبطي «Turnout» ومنه جاء اسمها العربي. ووردت باسم «ترنوط» في المسالك والممالك لابن خرداذبه وفي كتاب البلدان لليعقوبي، وذكرها ابن حوقل في كتابه المسالك والممالك بين أبي يحنس وبين بستامة على فرع نهر النيل الغربي، وقال بها منبر (جامع به خطبة) في الجانب البحري منها، وبيع كثيرة (متعبدات للمسيحيين) وقسيسون ورهبان وأسواق عامرة وحمامات وبها عامل وعسكر وغلات.
وقال عنها الإدريسي في نزهة المشتاق أنها «مدينة صغيرة متحضرة لها سوق وتجار مياسر»، وذكر ياقوت الحموي في معجم البلدان أنها «قرية بين مصر والإسكندرية كان بها واقعة بين عمرو بن العاص والروم أيام الفتح، وهي قرية كبيرة جامعة على النيل، بها أسواق ومسجد جامع وكنيسة كبيرة خراب خربتها كتامة مع القاسم بن عبد الله، وبها معاصر للسكر وبساتين وأكثر فواكة الإسكندرية منها».
وفي الروك الصلاحي الذي أجراه السلطان الأيوبي الناصر صلاح الدين يوسف بن أيوب سنة 572هـ وردت باسم «الطرانة»، وهو الاسم الذي أوردها به الأسعد بن مماتي في قوانين الدواوين وفي تحفة الإرشاد من أعمال حوف رمسيس، وابن الجيعان في التحفة السنية من أعمال البحيرة.

## السكان
بلغ عدد سكان الطرانة 8,807 نسمة، حسب الإحصاء الرسمي لعام 2006.

## التقسيم الإداري
تم إنشاء الوحدة المحلية لقرية الطرانة بقرار الدكتور هشام عبد الباسط، محافظ المنوفية، بتاريخ 16 مارس 2017 القرار رقم 310 لسنة 2017 تعديلاً للقرار رقم 6 لسنة 2017م بشأن إنشاء ثلاثة وحدات محلية قروية جديدة "الخطاطبة المحطة – الإخماس – الطرانة" بمركز ومدينة السادات، " لتضم زمام القرية وتوابعها "قرية عزبة الطرانة- قرية منشأة سرور- الطرانة غرب- جاكوبس- الوكيل- نصر أبو مصطفى- تجمع العرب" حتى حدودها مع قرية الإخماس وحتى الحزام الأخضر بمدينة السادات.